# Đức Mẹ Knock

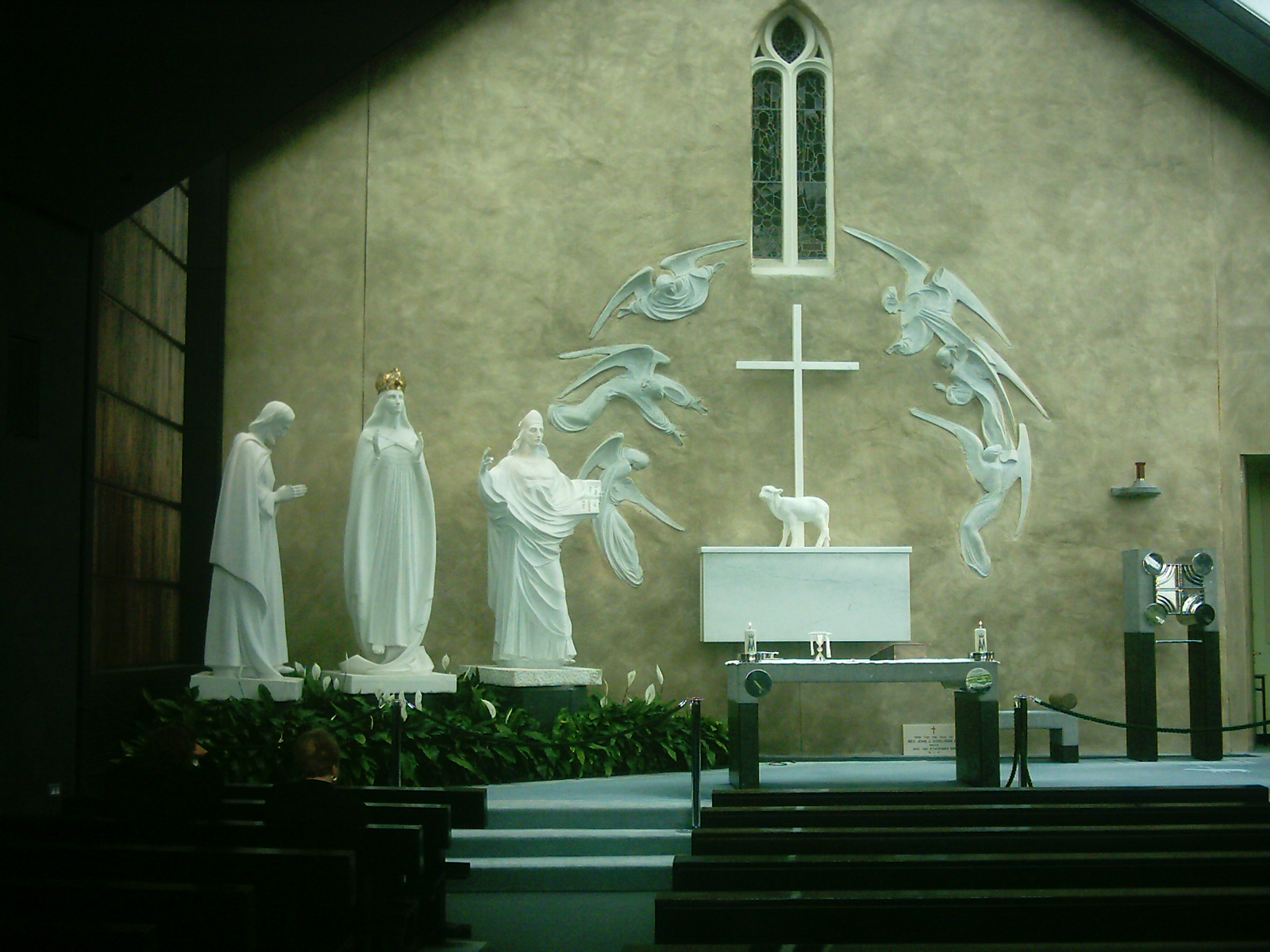
Hình tượng Đức Mẹ Knock

Đức Mẹ Knock là một trong những tước hiệu mà người Công giáo dùng để chỉ hình tượng Đức Maria tại Đền thờ được xây dựng ở quận Mayo, Ailen. Tước hiệu này bắt nguồn từ sự kiện ngày 21 tháng 8 năm 1879, Đức Maria được cho là đã hiện lên trong ánh sáng chói lòa ở mặt tường đầu nhà thờ của ngôi làng cùng với Thánh Giuse và Thánh Gioan trong lúc trời đang mưa như trút.
Theo mô tả thì bên cạnh các ngài còn có một bàn thờ, với một thánh giá cắm bên trên và một Chiên con nằm dưới chân thánh giá. Ba người hiện ra không nói lời nào. Mãi tới tối ngày hôm sau, linh mục chính xứ mới biết tin vì những người trông thấy ngỡ ngàng đến nỗi không rời khỏi chỗ đó.
Vào năm 1880, phép lạ ấy đã diễn ra hai lần, nhưng trong những lần này ánh sáng quá mạnh đến nỗi người ta chỉ có thể nhận ra khuôn mặt của Đức Maria.
Nhiều phép lạ được xác nhận đã thu hút hàng trăm người đến thị trấn nhỏ bé này. Tổng giám mục Giáo phận Tuam đã bắt đầu các cuộc điều tra. Có khoảng 15 người đã làm chứng rằng cảnh tượng mà họ đã trông thấy không phải do vẽ ra hay do ảo giác. Giáo quyền đã xác nhận lời chứng ấy và tuyên bố rằng những lần hiện ra của Đức Maria tại đó là "đáng tin và hữu ích".
Địa điểm này hiện nay đã trở thành nơi hành hương của cả nước Ailen và của nhiều người công giáo trên thế giới. Giáo hoàng Gioan Phaolô II đã đến viếng thăm đền thờ Đức Mẹ Knock vào ngày 30 tháng 7 năm 1979 nhân dịp 100 năm ngày Đức Mẹ hiện ra và một lần nữa dâng dân tộc Ireland cho Đức Mẹ.